# Grid Autosport
Grid Autosport es un videojuego de carreras desarrollado por Codemasters para Microsoft Windows, PlayStation 3, Xbox 360, Linux, iOS, macOS, Nintendo Switch y Android. Es el tercer juego de la serie Grid. Su objetivo es hacer que la serie vuelva a "juegos de carreras más auténticos" tras el lanzamiento de Grid 2, que Codemasters consideró que no fue tan bien recibido por la base de fans de la compañía como se esperaba. En consecuencia, los desarrolladores introdujeron modificaciones importantes en el modelo de manejo y crearon un diseño optimizado y orientado a la carrera para este título.
Muchos críticos que elogiaron el juego citaron cómo Codemasters parecía haber "vuelto a sus raíces", con aspectos de sus primeros juegos de la serie.
Feral Interactive, que llevó el juego a macOS y Linux, también trajo el juego a iOS el 27 de noviembre de 2017. La versión para Nintendo Switch, también de Feral Interactive, se lanzó el 19 de septiembre de 2019, y su versión para Android del juego se lanzó el 26 de noviembre.
En octubre de 2019 se lanzó una secuela, Grid, para Microsoft Windows, PlayStation 4, Xbox One y Stadia.

## Jugabilidad
En Grid Autosport, el jugador actúa como un piloto de carreras con oportunidades para comenzar y construir su propia carrera en las carreras a través del modo Carrera para un jugador, participar en competencias con otros jugadores en la web a través del modo en línea multijugador, personalizar sus carreras experiencia (vehículo, circuito, tipo de carrera, dificultad, etc.) según sus propios gustos a través del modo Copa personalizada para un jugador, y jueguen unos contra otros a través del modo de pantalla dividida multijugador. Es el primer videojuego de la serie GRID que no presenta personalización de vehículos esta vez en la carrera de un solo jugador, ya que solo se presenta en el modo en línea.
El modo Carrera se divide en temporadas antes de las cuales el jugador tiene que elegir cada vez entre las ofertas de los equipos de carreras del juego. Los equipos, incluido el mejor Ravenwest en el negocio, que regresa de Race Driver: Grid, cada uno tiene diferentes objetivos de temporada y objetivos de patrocinadores, cuyo logro gana puntos de experiencia adicionales (XP) para los jugadores. además de los recibidos por sus resultados. Las carreras en línea se llevan a cabo a través de RaceNet, el centro de la comunidad de Codemasters en el que los jugadores pueden formar clubes de carreras, ganar XP y dinero en efectivo mientras compiten y cumplir los objetivos de los patrocinadores, luego usar sus ganancias para comprar y mejorar vehículos. Poco después del lanzamiento del juego, también se les presentaron conjuntos de desafíos específicos, llamados RaceNet Challenges, anunciados por Codemasters.
Grid Autosport enfatiza el concepto de disciplinas de carreras, convirtiéndolas en las nuevas categorías de eventos. Hay cinco categorías principales: Touring, Drag, Rueda abierta, Tuner, y Calle. Durante el modo Carrera, el jugador elige un evento en particular en una de estas categorías, y cada evento (una serie de carreras) constituye una temporada. Cada disciplina presenta autos y tipos de carreras marcadamente diferentes. Estos últimos incluyen carreras estándar, carreras de resistencia con desgaste de neumáticos activado, eventos Time Attack, eventos de derrape y, como contenido descargable (DLC), pruebas contrarreloj, Drag y puntos. Carreras Sprint a punto. Todos estos también son accesibles en el modo Copa personalizada, en el que el jugador también puede optar por participar en ciertos tipos de eventos especiales, como Checkpoint, Eliminator y Demolition derby.
Centrándose en proporcionar una experiencia de conducción más realista, el estudio renovó su modelo de daños, agregando nuevos elementos, como un sistema de desgaste, lo que significa que las piezas del automóvil pierden rendimiento debido al uso general, y un sistema de daños por suspensión. También introdujo una nueva filosofía de radio de equipo en la que el propio jugador puede solicitar información sobre daños en el automóvil, brechas, posición del rival y posición del compañero de equipo. El jugador también puede pedirle a su ingeniero que indique a sus compañeros de equipo que ataquen, defiendan o mantengan su posición. Por demanda popular, Codemasters conservó su función Flashback única de las entregas anteriores de Grid con la que los jugadores pueden rebobinar sus carreras unos segundos y reanudarlas antes, si es necesario. Cockpit view also made a return, después de estar ausente, para consternación de la base de fans principal, en Grid 2. Aparte de tales elementos, los desarrolladores generalmente decidieron simplificar el juego y eliminar todo lo que se interponía en el camino de las carreras en bruto. Estas características incluían el modo de carrera impulsado por el narrador Grid 2 y menús superfluos.

### Coches
Los coches en las disciplinas de Grid Autosport se dividen además en niveles y clases de varias fuerzas. Algunos de los aspectos más destacados de los vehículos que se ofrecen son el BTCC (Clase C), Stock Car Brasil (Clase A) y V8 Supercars (Super Tourers) de la disciplina Touring (por ejemplo, Chevrolet Cruze y Holden Commodore (VF, así como los autos GT actuales y clásicos de la disciplina Endurance (como el Mercedes-Benz SLS AMG GT3 (Categoría B) y el Ford GT40 Mk I), el chasis Dallara DW12 de la IndyCar Series (Fórmula A ) de la disciplina Open Wheel, muscle car estadounidenses (por ejemplo, el Ford Mustang Boss 302), entre otros, que representan la disciplina Tuner y los gustos del Bugatti Veyron 16.4 Super Sport  y el Koenigsegg Agera R (Hypercars) que representan la disciplina Callejera. En total, incluidos los DLC, el juego cuenta con 103 autos. Este es el segundo videojuego de la serie Grid que no presenta autos Toyota y el primero de la serie que no presenta Chevrolet Corvette.

### Pistas
En el caso de las pistas, el énfasis principal está en los circuitos permanentes del mundo real que constituyen la mayoría de los recorridos del juego. Estos van desde clásicos, como Spa-Francorchamps, Brands Hatch, Mount Panorama y Indianapolis, hasta instalaciones más modernas, como el Circuito de las Américas, el Sepang, el Red Bull Ring y el Circuito de Yas Marina en Abu Dhabi. Las ubicaciones de la ciudad con calles ficticias, pero en su mayoría del mundo real de San Francisco, París, Dubái, etc., y, como DLC, pistas ficticias punto a punto en escenarios auténticos completan la imagen. En total, los jugadores pueden competir en 15 circuitos permanentes del mundo real, 2 circuitos permanentes ficticios, 7 circuitos callejeros y 4 pistas punto a punto, incluido contenido adicional, para un total de 28 ubicaciones con más de 130 configuraciones.

## Desarrollo
Grid Autosport se anunció en abril de 2014 a través del blog oficial de Codemasters, menos de un año después del lanzamiento de su predecesor, Grid 2. El productor Toby Evan-Jones reveló en una entrevista que el desarrollo del nuevo título comenzó tan pronto como el desarrollo de Grid 2 llegó a su fin, lo que ocurrió en la primavera de 2013. Evan-Jones dijo lo siguiente sobre el breve ciclo de desarrollo entre los dos juegos y las intenciones generales con Grid Autosport:

Históricamente, hemos alternado entre [las series Dirt y Grid, pero] cuando sacamos [Grid 2], retrocedimos e hicimos un balance y había muchas cosas que el equipo de desarrollo quería tener en allí en términos de optimización, nuevas funciones y, en general, mejorar las cosas. Al mismo tiempo, hubo una buena cantidad de comentarios de los fanáticos con respecto a lo que querían, por lo que se agregó contenido de autos de turismo, el regreso de la cámara de la cabina y más un empujón de regreso a la simulación en lugar de la sala de juegos. Pensamos [sic] (...) que lo mantendríamos en marcha.

El juego eliminó el llamado manejo TrueFeel de "Grid 2", pero no volvió simplemente al manejo de "Race Driver: Grid". Codemasters usó una versión nueva y mejorada de su modelo anterior, simulando mejor cómo se pierde el agarre cuando el jugador se acerca al ángulo de deslizamiento de los neumáticos. El 23 de enero de 2014 se tomó la decisión de usar el nuevo modelo, que fue probado por expertos y pilotos de revista Autosport, y luego se aplicó al gráfico de caída de agarre de cada automóvil y se re- ajustar las características de manejo individuales de los vehículos. Según la compañía, el cambio causó la mayoría de las dificultades para modelar el comportamiento de los vehículos de ruedas descubiertas y los muscle cars estadounidenses. También fue necesario volver a hacer el trabajo de evaluación comparativa de IA, que ya estaba en marcha para entonces usando el modelo anterior. El juego fue construido utilizando el motor EGO 3.0 interno de Codemasters.
Gráficamente, Grid Autosport se benefició en gran medida de la optimización y el ajuste de dicho motor de larga data para lograr un mejor rendimiento en máquinas de gama baja, mientras que, en el otro extremo, se habilitó la compatibilidad con las funciones de DirectX 11. los programadores para mejorar los renderizados, especialmente césped y luz, de Grid 2. Feral Interactive portó el juego a OS X y Linux. El sistema multijugador en línea también estuvo entre las áreas que Codemasters decidió revisar en comparación con "Grid 2", según los comentarios de los fanáticos. El marco de ganar XP y efectivo para comprar vehículos propios y espacios de garaje fue el resultado de las críticas de la comunidad hacia el marco anterior en el que el jugador tenía una escalera, dispuesta de antemano por el juego, para desbloquear autos. Los comentarios consideraron que el antiguo enfoque era demasiado fácil de completar. En cuanto al cronograma de desarrollo extremadamente ajustado, que involucra menos de doce meses, el diseñador principal James Nicholls dijo:

Muchos desarrolladores le dirán que la parte más difícil de hacer cualquier juego es la fase inicial: llevar la tecnología y las herramientas al punto en que todo un equipo realmente se mueve a través de los engranajes y produce a toda velocidad. (…) GRID Autosport ya tenía el equipo y la tecnología listos para funcionar.

## Lanzamiento
Grid Autosport viene en dos versiones: una edición estándar y una edición especial, la última de las cuales se llama Black Edition; incluye un vehículo adicional (un Mercedes Benz SLS AMG Coupé Black Series), patrocinadores adicionales y libreas adicionales para los modos fuera de línea y en línea. Los pedidos anticipados de Grid Autosport por parte de los minoristas comenzaron tan pronto como se hizo el anuncio inicial del juego. Los pedidos anticipados de Steam se pusieron en línea una semana más tarde de lo planeado en mayo de 2014, pero todos aquellos que ordenaron el título por adelantado a través de Steam recibieron la Black Edition sin costo adicional en comparación con la edición estándar. Aquellos que tenían Grid 2 recibieron un 10% de descuento y también una copia gratis de Dirt Showdown. Grid Autosport se lanzó oficialmente el 24 de junio de 2014 en Norteamérica y el 27 de junio en Europa en las tres plataformas de generación actual, PC, PlayStation 3 y Xbox 360. El port para OS X y Linux fue lanzado el 10 de diciembre de 2015 por Feral Interactive. El diseñador principal, James Nicholls, confirmó que el juego no llegaría a las plataformas de última generación debido a los ajustados plazos con los que trabajó el equipo durante el proceso de desarrollo. Sin embargo, la versión de Xbox 360 se volvió compatible la Xbox One en junio de 2018, cuatro años después del lanzamiento de su juego.

### Actualizaciones y contenido descargable
El juego recibió paquetes de contenido descargable hasta noviembre de 2014, generalmente una vez cada dos semanas. La mayoría de estos se pueden dividir en dos categorías principales: mini expansiones y paquetes de autos. Codemasters lanzó tres mini expansiones para este título de Grid. Quizás el más anticipado de estos fue el Touring Legends Pack, ya que presentaba dos nuevos circuitos del mundo real: Donington Park y Silverstone, cinco turismos clásicos de BTCC de mediados de la década de 1990 y nuevos campeonatos para un jugador (fuera del modo Carrera). Otra mini expansión, llamada Sprint Pack, introdujo el tipo de carrera Sprint en el juego, además de presentar cuatro pistas ficticias de punto a punto y más campeonatos adicionales. El tercero, el Drag Pack, introdujo el tipo de carrera Drag, tres autos de arrastre y nueve campeonatos para un solo jugador.
Los paquetes de coches, de los cuales también había tres, incluían el paquete Best of British, que contenía tres vehículos de origen británico como el McLaren F1 GTR, el Coupé Style Pack, que ofrecía cuatro nuevos coupés, como el Hyundai Genesis Coupé, y un paquete Road & Track, que agregó dos autos de calle y dos autos de carrera al juego. Ha habido una serie de DLC adicionales disponibles para el juego. Por ejemplo, se creó un Season Pass con el que el jugador prácticamente se suscribía a los seis packs anteriores a precio de descuento. Un paquete de texturas de alta resolución mejoró las texturas del juego hasta una resolución de 4K y estuvo disponible para descargar con el juego base en el lanzamiento de forma gratuita. También se lanzó un Premium Garage Pack, que agregó cinco lugares de garaje adicionales para jugar en línea, y el contenido de Black Edition también se vendió más tarde como un paquete DLC independiente. Además, se lanzó un DLC Demoman Derby gratuito exclusivamente para PC, que incluye dos máscaras de Team Fortress 2, y consiste en un entorno diferente y vallas publicitarias que también se basan en Team Fortress 2.
El estudio lanzó Boost Pack, un pequeño código para impulsar la carrera y la progresión de XP en línea, por el mismo precio que los paquetes de autos. Siguió la controversia cuando el administrador de la comunidad de Codemasters, Ben Walke, comentó que la razón detrás del movimiento ya criticado era simplemente que "vende". El soporte continuo de parches del juego hizo que el equipo de desarrolladores abordara repetidamente varios problemas emergentes de corrupción de juegos guardados, problemas de listas de reproducción en línea, etc. Habilitaron el tipo de carrera Contrarreloj (que faltaba en el juego base debido a dificultades técnicas prolongadas), agregó soporte para Oculus Rift y un espejo retrovisor virtual (aunque, en el caso de este último, solo para PC).

## Tecnología
Codemasters colaboró con Intel en cierta tecnología dentro del juego, incluidas optimizaciones visuales de alta gama, compatibilidad con DirectX 11, entrada de pantalla táctil, compatibilidad con juegos de tableta y "WiDi" (tecnología inalámbrica de segunda pantalla de Intel). Los detalles fueron revelados durante una entrevista de 2014 con Toby Evan-Jones (productor) y Richard Kettlewell (programador de gráficos sénior).

## Recepción
El juego recibió críticas generalmente positivas. Metacritic le otorgó una puntuación total de 78/100 para PC y 75/100 para PlayStation 3 y Xbox 360. Los críticos elogiaron especialmente su modelo de manejo más auténtico como así como su enfoque simplificado de las carreras y su excelente sistema de daños.
El modo Carrera obtuvo una aprobación generalizada por tratarse "simplemente de ganar carreras y dominar varios estilos de conducción" con la capacidad de cambiar entre disciplinas, lo que permite al jugador "ir tan concentrado o tan amplio como [él o ella] quiera". GamesRadar+ consideró que tener un oponente nominado proporcionó "un sentido de rivalidad decente (...) que da más significado a las carreras (...) y la experiencia es más rica por tener rivales claros a los que vencer". Eurogamer llamó al modo en línea "una suite completa", una a la que "una serie de modificaciones y mejoras de [coches] prestan persistencia". Game Informer dijo que "ofrece un poco más de libertad [que el modo Carrera]" y su conjunto de funciones es variado. La experiencia de juego en línea se consideró "fluida, sin abandonos ni retrasos".
En términos de manejo, los revisores enfatizaron que el juego "todavía se extiende a ambos lados de la línea entre simulación y arcade", pero "definitivamente se inclina un poco más hacia el lado del realismo [que la mayoría de los juegos de Codemasters]" y "es una mejora significativa en la dinámica incómoda de Grid 2". Edge señaló que "ofrece una profundidad considerable" y su "retroalimentación animada lo convierte en un impulso intenso y satisfactorio". A pesar de eso, "todavía es accesible" y Luke Reilly de IGN encontró que el modelo es "bastante indulgente".
Se dijo que el comportamiento de la inteligencia artificial (IA) del juego fue un éxito, al menos en parte. Las "líneas de conducción defensivas, los rebasamientos tardíos en horquillas y los recortes endiabladamente inteligentes" de los oponentes controlados por computadora pueden hacer que "un octavo puesto normalmente decepcionante (...) sea tan gratificante como una victoria". En cuanto a su velocidad, depende en gran medida de los niveles de dificultad, de los cuales el más bajo permite al jugador "pasar por 16 posiciones en el transcurso de tres vueltas con poca resistencia", mientras que en el más difícil "puedes pasar toda una carrera intercambiando 13 y 14 posiciones con otro coche".
PC Advisor elogió la "inmensa" variedad de autos presentes en el juego, así como la inclusión de "muchos clásicos". Kotaku agregó que "los jugadores más experimentados apreciarán las sutiles diferencias entre su flota". El modelo de daños del título fue aclamado por la crítica, ya que la revisión anterior destacó que "cada automóvil [es] respondiendo con precisión a las colisiones" y los choques tienen "un efecto masivo en el rendimiento". Edge deemed the system a "triumph". La introducción del desgaste de los neumáticos (en los eventos de resistencia) también fue bien recibida: GamesRadar+ escribió que "se vuelve tan integral para el proceso de conducción que se encontrará buscando los indicadores de porcentaje [de vida útil del neumático] en otros modos cada vez oyes patinar las ruedas". Grid Autosport tiene una "generosa selección de pistas", en las que "los circuitos del mundo real son el centro de atención" a expensas de los circuitos urbanos "implacables (...) y estrechos".
Las cualidades gráficas generales del juego fueron elogiadas como "magníficas" y "encantadoras" y los "detalles incidentales [en la pista de carreras que] crean una atmósfera atractiva del día de carrera" son particularmente impresionantes. En cuanto a la interfaz del juego, Edge elogió su "diseño reducido (...) con menús simples, limpios (y de carga rápida)". De manera similar a los gráficos, los aspectos más positivos de los sonidos fueron los detalles; los "buenos efectos ambientales" y los "pequeños detalles como poder escuchar a los comentaristas sobre la pista" que hacen que la experiencia sea "más inmersiva". GamesRadar+ encontró útil el nuevo sistema de poder solicitar información en el pit channel, afirmando que "puede confiar en la retroalimentación auditiva (...) para obtener la máxima autenticidad".
Con mucho, la característica más criticada del juego fue, irónicamente, la vista de la cabina que regresaba. Es, aunque "increíblemente bienvenido desde el punto de vista del juego, (...) visualmente son una monstruosidad pegada, borrosa en un intento de ocultar la falta de detalles". IGN comentó que "carecen de diales o espejos que funcionen".
Varias reseñas mencionan que encontraron que la IA era, según la disciplina, demasiado agresiva, tanto que "tener una IA que te elimine al menos una vez en una carrera es (...) de esperar". Edge explicó que "no siempre ceden de la misma manera que lo haría un conductor humano, manteniéndose en la ruta elegida a pesar de que legítimamente los frenó en una esquina". Omitir las paradas en boxes también dejó perplejos a algunos de los críticos. IGN dijo que "es una omisión extraña (...) que silenciosamente socava mucho de lo que Autosport hace bien", señalando que sufrir un pinchazo deja al jugador sin opción de reparar el daño.
Eurogamer advirtió que el excelente modo Carrera en cuanto a contenido puede parecer "largo y prolongado" y que "el progreso en GRID Autosport es lento". GameTrailers agregó que "toda la experiencia se siente bastante clínica". La recepción de la radio del equipo basada en solicitudes también se mezcló con el argumento de GamesRadar+ de que "el pit audio se repite demasiado rápido y no siempre tiene perfecto sentido". Finalmente, varios revisores notaron que muchos autos y pistas son material reutilizado de títulos anteriores de Codemasters, lo que se siente "obsoleto".